# SK Super Nova
Sporta Klubs Super Nova – łotewski klub piłkarski. Swoją siedzibę ma w mieście Ryga. Obecnie występuje w Virslīga.

## Historia
Drużynę założono w 2000 roku. W sezonie 2017 wygrali rozgrywki 2. līgi i awansowali wyżej. W swoim pierwszym sezonie w Latvijas futbola 1. līga zajęli 2. miejsce i walczyli w barażach z FS METTA/Latvijas Universitāte, przegrywając go (wyniki 2:7 na wyjeździe i 0:3 u siebie). Kolejny sezon ponownie zakończyli na drugim miejscu, jednak ponownie przegrali baraż z FS METTA wynikami 0:0 i 1:3.

## Sztab szkoleniowy
|                         | \| Imię i nazwisko \| Data urodzenia \| Rola \| \| ----------------------- \| -------------- \| ----------------- \| \| Ervīns Pērkons \| 19 cze 1990 \| Trener \| \| Nikola Vitorovic \| 13 maj 1990 \| Trener \| \| Aleksandr Rekhviashvili \| 6 sie 1974 \| Asystent trenera \| \| Andrejs Adamovičs \| 8 sie 1994 \| Trener bramkarski \| |                   |
| Imię i nazwisko         | Data urodzenia | Rola              |
| Ervīns Pērkons          | 19 cze 1990 | Trener            |
| Nikola Vitorovic        | 13 maj 1990 | Trener            |
| Aleksandr Rekhviashvili | 6 sie 1974 | Asystent trenera  |
| Andrejs Adamovičs       | 8 sie 1994 | Trener bramkarski |

## Struktura klubu

### Stadion
Klub piłkarski rozgrywa swoje mecze domowe na Olaines pilsētas stadions w mieście Olaine, który może pomieścić 2500 widzów.

### Inne sekcje
Klub prowadzi drużyny dla dzieci i młodzieży w każdym wieku.

## Kibice i rywalizacja z innymi klubami

### Derby
- Riga FC
- FK RFS
- FK Metta
- JDFS Alberts